# Cameron Ocasio
Cameron Ocasio (ur. 7 września 1999 na Long Island w stanie Nowy Jork) – amerykański aktor.
Znany głównie z roli Dice'a z serialu młodzieżowego Nickelodeon – Sam i Cat. Wcześniej wystąpił również w innych serialach jak A Gifted Man, Prawo i porządek: Sekcja specjalna i wielu innych.

## Wybrana filmografia
- 2011: Prawo i porządek: Sekcja specjalna jako Nico Grey (odcinek Lost Traveller)
- 2012: A Gifted Man jako chłopiec z piłką (odcinek In Case of Co-Dependants)
- 2012: Sinister jako chłopiec na grillu
- 2013-2014: Sam i Cat jako Dice